# Новоселиця (Голованівський район)
Новосе́лиця — село в Україні, у Благовіщенській міській громаді Голованівського району Кіровоградської області. Населення становить 1150 осіб. Колишній центр Новоселицької сільської ради.
У селі працює Новоселицький ліцей. Директор ліцею: Дашевський Олександр Борисович.

## Населення
Згідно з переписом УРСР 1989 року чисельність наявного населення села становила 1725 осіб, з яких 761 чоловік та 964 жінки.
За переписом населення України 2001 року в селі мешкало 1528 осіб.
Мова
Розподіл населення за рідною мовою за даними перепису 2001 року:
| Мова       | Відсоток |
| ---------- | -------- |
| українська | 98,24 %  |
| російська  | 1,50 %   |
| білоруська | 0,07 %   |
| молдовська | 0,07 %   |

## Відомі люди
Народилися
- Ганул Дем'ян Вадимович (1993—2025) — український громадський діяч, волонтер, блогер, засновник та очільник громадської організації «Вуличний фронт», учасник Революції Гідності та протистояння в Одесі 2 травня проти проросійських сил. У 2014—2016 роках керівник силового блоку Правого Сектору в Одесі.